# Philippe d’Encausse
Philippe d’Encausse (* 24. März 1967 in Clermont-Ferrand) ist ein ehemaliger französischer Stabhochspringer.
1988 wurde er Neunter bei den Halleneuropameisterschaften in Budapest und Achter bei den Olympischen Spielen in Seoul.
1989 wurde er Neunter bei den Halleneuropameisterschaften in Den Haag und gewann Bronze bei den Spielen der Frankophonie. Einem achten Platz bei den Halleneuropameisterschaften 1990 in Glasgow folgte ein Sieg bei den Mittelmeerspielen 1991.
Bei den Olympischen Spielen 1992 in Barcelona und den Weltmeisterschaften 1993 in Stuttgart schied er in der Qualifikation aus.
Sein Vater Hervé d’Encausse war ebenfalls als Stabhochspringer erfolgreich.

## Persönliche Bestleistungen
- Stabhochsprung: 5,75 m, 26. Juni 1993, Pau
  - Halle: 5,75 m, 21. März 1993, Grenoble